# Nebmertouf (scribe)
Nebmertouf (prénom masculin de l'Égypte antique) est scribe et prêtre ritualiste en chef durant le règne d'Amenhotep III.

## Représentation
Deux groupes statuaires exposés au Musée du Louvre le représentent, penché sur son rouleau de papyrus, l'oreille tendue vers un babouin perché sur un piédestal, qui n'est autre que le dieu Thot, dont l'inscription reprend son titre de « Maître des paroles divines » lequel, en tant que dieu des scribes, veille sur Nebmertouf et lui dicte la parole divine. C'était donc un très haut personnage prêtre, archiviste et scribe royal ayant rang de ministre auquel le pharaon Amenhotep III accorda l'insigne faveur d'être représenté à ses côtés sur les murs du temple de Soleb.